# Bananamour
Bananamour (1972) es el cuarto álbum del compositor inglés Kevin Ayers.

## Canciones
1. «Don't Let It Get You Down»
2. «Shouting In A Bucket Blues»
3. «When Your Parents Go To Sleep»
4. «Interview»
5. «Internotional Anthem»
6. «Decadence»
7. «Oh! Wot A Dream»
8. «Hymn»
9. «Beware Of The Dog»[1][2]

Bonus tracks (2003 CD reissue)
1. «Connie On a Rubber Band» – 2:56
2. «Decadence (Early Mix)» – 6:57
3. «Take Me to Tahiti» – 3:37
4. «Caribbean Moon» – 3:02